# Halichondria vansoesti
Halichondria vansoesti är en svampdjursart som beskrevs av Hooper, Cook, Hobbs och Kennedy 1997. Halichondria vansoesti ingår i släktet Halichondria och familjen Halichondriidae. Inga underarter finns listade i Catalogue of Life.